# Emancipation (альбом Прінса)
Emancipation (укр. Звільнення) — дев'ятнадцятий студійний альбом американського співака та композитора Прінса, випущений 19 листопада 1996 року на лейблі EMI Records та NPG Records. Назва альбому пов'язана із завершенням контракту та 18-річної співпраці Прінса з лейблом Warner Bros. Records. Це третій альбом, який випустив Прінс за один рік.
Альбом зайняв 11 сходинку та став двічі платиновим, хоча було продано 500 тис. копій. Такий статус альбому надали через те, що він був потрійним. Альбом займає 4-у сходинку в списку потрійних альбомів за кількістю проданих копій в США.

## Список композицій
| Перший диск | Перший диск                                                    | Перший диск |
| #           | Назва                                                          | Тривалість  |
| ----------- | -------------------------------------------------------------- | ----------- |
| 1.          | «Jam of the Year»                                              | 6:09        |
| 2.          | «Right Back Here in My Arms»                                   | 4:43        |
| 3.          | «Somebody's Somebody» (Прінс, Бренда Лі Ігер, Гілліард Вілсон) | 4:43        |
| 4.          | «Get Yo Groove On»                                             | 6:31        |
| 5.          | «Courtin' Time»                                                | 2:46        |
| 6.          | «Betcha by Golly Wow!» (Томас Белл, Лінда Крід)                | 3:31        |
| 7.          | «We Gets Up»                                                   | 4:18        |
| 8.          | «White Mansion»                                                | 4:47        |
| 9.          | «Damned If 👁 Do»                                               | 5:21        |
| 10.         | «👁 Can't Make U Love Me» (Майк Рейд, Аллен Шемблін)            | 6:37        |
| 11.         | «Mr. Happy»                                                    | 4:46        |
| 12.         | «In This Bed 👁 Scream»                                         | 5:40        |

| Другий диск | Другий диск                                                                 | Другий диск |
| #           | Назва                                                                       | Тривалість  |
| ----------- | --------------------------------------------------------------------------- | ----------- |
| 1.          | «Sex in the Summer»                                                         | 5:57        |
| 2.          | «One Kiss at a Time»                                                        | 4:41        |
| 3.          | «Soul Sanctuary» (Prince, Сандра Сент Віктор, Thomas Hammer, Jonathan Kemp) | 4:41        |
| 4.          | «Emale»                                                                     | 3:38        |
| 5.          | «Curious Child»                                                             | 2:57        |
| 6.          | «Dreamin' About U»                                                          | 3:52        |
| 7.          | «Joint 2 Joint»                                                             | 7:52        |
| 8.          | «The Holy River»                                                            | 6:55        |
| 9.          | «Let's Have a Baby»                                                         | 4:07        |
| 10.         | «Saviour»                                                                   | 5:48        |
| 11.         | «The Plan»                                                                  | 1:47        |
| 12.         | «Friend, Lover, Sister, Mother/Wife»                                        | 7:37        |

| Третій диск | Третій диск                                            | Третій диск |
| #           | Назва                                                  | Тривалість  |
| ----------- | ------------------------------------------------------ | ----------- |
| 1.          | «Slave»                                                | 4:51        |
| 2.          | «New World»                                            | 3:43        |
| 3.          | «The Human Body»                                       | 5:42        |
| 4.          | «Face Down»                                            | 3:17        |
| 5.          | «La, La, La Means 👁 Love U» (Томас Белл, William Hart) | 3:59        |
| 6.          | «Style»                                                | 6:40        |
| 7.          | «Sleep Around»                                         | 7:42        |
| 8.          | «Da, Da, Da»                                           | 5:15        |
| 9.          | «My Computer»                                          | 4:37        |
| 10.         | «One of Us» (Ерік Базілян)                             | 5:19        |
| 11.         | «The Love We Make»                                     | 4:39        |
| 12.         | «Emancipation»                                         | 4:12        |